# Sytuacja prawna i społeczna osób LGBT w Stanach Zjednoczonych

Tęczowa flaga – symbol społeczności LGBT

Tęczowa flaga w kształcie Stanów Zjednoczonych

Uwaga! Ten artykuł od 2015-06 opisuje nieaktualny stan prawny. Jeśli możesz, popraw treść na podstawie najświeższych informacji.
Dokładniejsze informacje o tym, co należy poprawić, być może znajdują się w dyskusji tego artykułu.
 Po wyeliminowaniu niedoskonałości należy usunąć szablon [[Szablon:Dopracować|]] z tego artykułu.

## Prawo wobec stosunków homoseksualnych

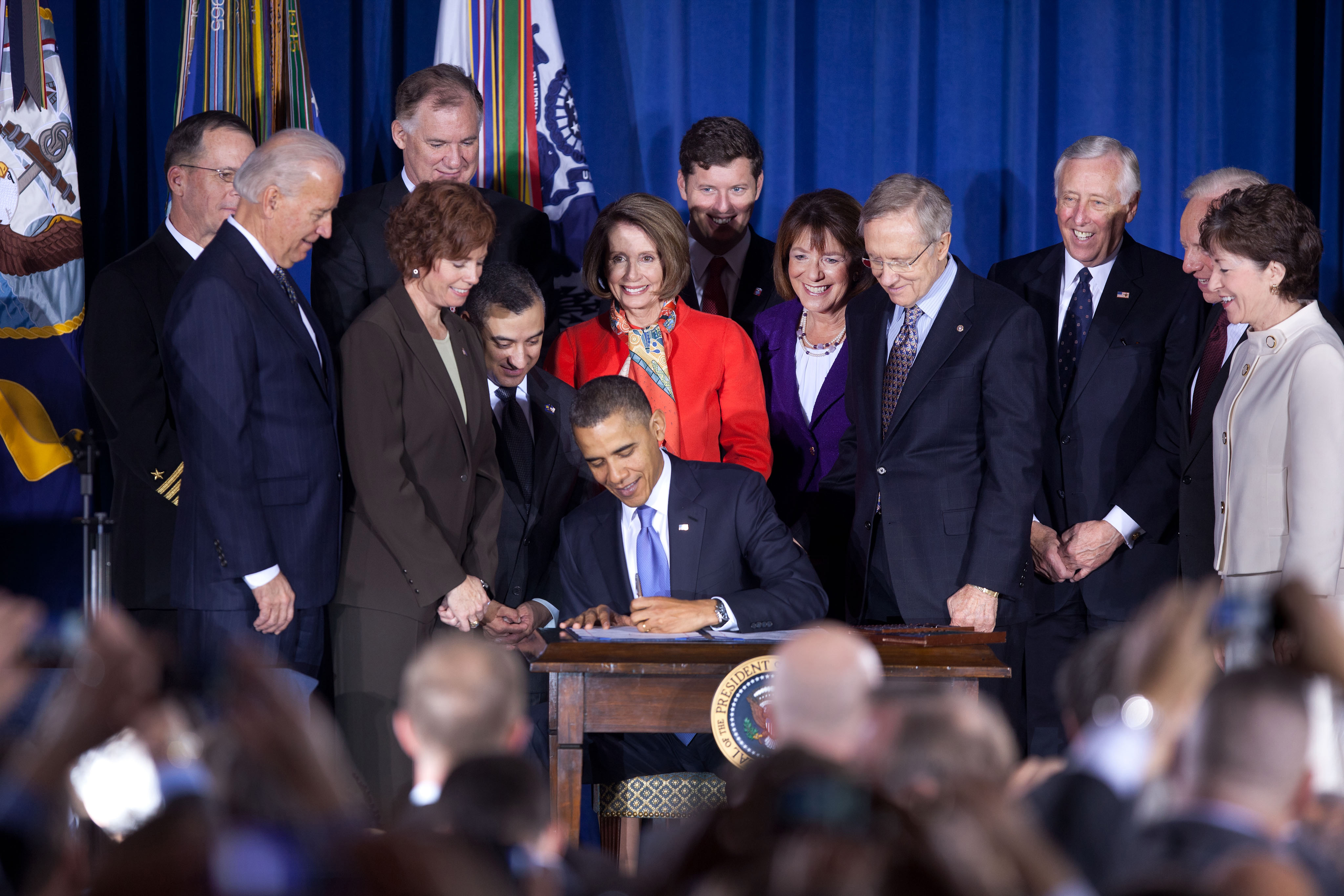
Prezydent Barack Obama podpisuje akt znoszący don’t ask, don’t tell, 22 grudnia 2010.

Stany Zjednoczone zniosły penalizację kontaktów homoseksualnych we wszystkich stanach w 2003 roku. Była to decyzja sądu federalnego w sprawie, w której dwóch Teksańczyków zostało skazanych za obowiązujące w tym stanie prawo „zakazujące sodomii”. Ten sam sąd 50 lat wcześniej orzekł, że kontakty homoseksualne są zabronione. Decyzja sądu (z 2003) nie oznaczała zmiany prawa. Sąd orzekł, że prawo to nie może być więcej używane. Przed tą federalną decyzją legalizacja aktów homoseksualnych postępowała osobno w poszczególnych stanach, począwszy od stanu Illinois w 1962 roku.
Wiek dopuszczający kontakty homo- i heteroseksualne jest zrównany niemal we wszystkich stanach. Geje nie są (choć mogą być) wykluczeni ze służby wojskowej z powodu swojej orientacji seksualnej. Za prezydentury Billa Clintona wprowadzono do amerykańskiego ustawodawstwa zasadę Don’t ask, don’t tell (nie pytaj, nie mów), dotyczącą służby wojskowej. W przypadku przyznanie się żołnierza do orientacji homoseksualnej groziło mu usunięcie z wojska. W 2010 roku Izba Reprezentantów podpisała poprawkę, nakazującą zniesienie tego zapisu, a pod koniec grudnia 2010 roku prezydent Barack Obama podpisał zniesienie tej zasady.
Władze Portoryko, państwa stowarzyszonego z USA, zalegalizowały kontakty homoseksualne w 2003 roku, zaraz po decyzji teksańskiego sądu.

## Ochrona prawna przed dyskryminacją
Brak podobnej ochrony prawnej
     Orientację seksualną i tożsamość płciową
     Orientację seksualną
     Orientację seksualną i tożsamość płciową
     Orientację seksualną

Ochrona prawna przed dyskryminacją przez wzgląd na orientację seksualną oraz tożsamość płciową w USA:
Brak podobnej ochrony prawnej
W sferze publicznej i prywatnej przez wzgląd na:
Orientację seksualną i tożsamość płciową
Orientację seksualną
W sferze publicznej przez wzgląd na:
Orientację seksualną i tożsamość płciową
Orientację seksualną
Stan na 29-05-2007. Podobne przepisy istnieją także często na niższych szczeblach administracyjnych.

Wyrażony wprost zakaz dyskryminacji przez wzgląd na orientację seksualną istnieje na szczeblu federalnym od 1998 roku i dotyczy wyłącznie miejsca pracy, ale tylko w sferze publicznej (najliczniejszy państwowy pracodawca – armia – odmówiła uznania tego zakazu). Znane są przypadki znęcania się i zabójstw gejów w amerykańskim wojsku). Kolejny tego typu zakaz wprowadzono w 2000 roku i dotyczy on sfery edukacji oraz szkoleń.
Poza tymi dwoma federalnymi aktami, siedemnaście stanów (i 18. – dystrykt Kolumbia – stolica Waszyngton) wprowadziło zakaz dyskryminacji przez wzgląd na orientację seksualną w stanowych kodeksach karnych bądź innych aktach prawnych, dających ogólny zakaz dyskryminacji w wielu dziedzinach życia (poza tymi stanami, w innych stanach – regiony i miasta wprowadziły podobne zakazy). Kolejnych kilkanaście stanów wprowadziło zakaz dyskryminacji przyjęty federalnie, dotyczący tylko tych trzech kwestii (miejsce pracy, sektor publiczny, edukacja, szkolenia). Inne stany również rozważają taką możliwość.
Stany Zjednoczone przyznają prawo azylu, szczególnie przez wzgląd na orientację seksualną. Prawo to jest często przyznawane.

## Uznanie związków osób tej samej płci
| Małżeństwo osób tej samej płci (m.in.) |
| Massachusetts (2004)                   |
| Connecticut (2008)                     |
| Iowa (2009)                            |
| Vermont (2009)                         |
| New Hampshire (2010)                   |
| Dystrykt Kolumbii                      |
| Nowy Jork (stan) (2011)                |
| Maryland (2012)                        |
| Waszyngton (stan) (2012)               |
| Maine (2012)                           |
| Rejestrowany związek partnerski        |
| Hawaje (1997)                          |
| Kalifornia (1999)                      |
| Maine (2004)                           |
| New Jersey (2004)                      |
| Waszyngton (2007)                      |
| Oregon (2008)                          |
| Kolorado (2009)                        |
| Wisconsin (2009)                       |
| Nevada (2009)                          |
| Illinois (2011)                        |
| Rhode Island (2011)                    |
| Delaware (2012)                        |
| konkubinat                             |
|                                        |

Do 26 czerwca 2015, kiedy to Sąd Najwyższy Stanów Zjednoczonych stwierdził konstytucyjną ochronę małżeństw jednopłciowych, osoby tej samej płci mogły wziąć ślub w 36 stanach i Dystrykcie Kolumbii.
Jako pierwsze związki tej samej płci uznały: Massachusetts w 2004, Kalifornia (zniesione drugi raz w głosowaniu w 2008 roku), Connecticut w 2008 roku, Iowa (2009 r.), Vermont (2009 r.), Maine (2009 r.), oraz Nowy Jork (2011 r.) oraz w stanie Waszyngton, Maryland i Maine od 2012 skutkiem plebiscytów ludności. W Massachusetts w 2004 była to decyzja sądu stanowego, który orzekł, że odmawianie prawa do zawierania małżeństw przez pary homoseksualne jest niezgodne z konstytucją i dyskryminujące takie pary (decyzja ta oznacza, że małżeństwa homoseksualne w tym stanie są legalne, ale konieczna będzie jeszcze zmiana prawa – tak aby obejmowało ono i pary homoseksualne). W bardzo krótkim czasie ponad 4 000 par tej samej płci zawarło związek małżeński. W Kalifornii sąd stanowy zniósł zakaz zawierania małżeństw homoseksualnych wydany w 2004 roku i orzekł, że odmawianie prawa do zawierania małżeństwa osobom homoseksualnym jest niezgodne z konstytucją. Prawo to weszło w życie 14 czerwca 2008 roku. Małżeństwa osób tej samej płci w stanach Vermont, Maine, oraz Nowy Jork są wynikiem procedury legislacyjnej (tzn. stanowe „parlamenty” przyjęły ustawy dotyczące możliwości zawierania małżeństw przez pary tej samej płci) w przeciwieństwie do pozostałych stanów, gdzie takie orzeczenia wydawały sądy stanowe.
W stanach Rhode Island i District of Columbia (jednostka administracyjna Stanów Zjednoczonych - Waszyngton - ustawa przyjęta przez stanowy parlament weszła w życie 6 lipca 2009 r.) uznają małżeństwa osób tej samej płci zawarte za granicą tych stanów, lecz nie dają możliwości zawierania takich związków na własnym terytorium.
Kilka innych stanów zalegalizowało związki partnerskie, przyznając partnerom tylko część lub te same prawa, które posiadają małżeństwa albo konkubinaty dające zaledwie kilka podstawowych praw (główne z zakresu ochrony medycznej, czy praw pracowniczych).
Wiele stanów przyznaje parom tej samej płci prawo do adopcji dzieci. Dotyczy to w większości adopcji dzieci partnera (w większości są to decyzje sądów, interpretujące federalne prawo adopcji – dzieci jednego z partnerów). Tylko w niektórych stanach pary jednopłciowe mają możliwość adopcji (np. w Kalifornii). Pierwszym stanem, który zalegalizował adopcję dzieci, był stan Vermont w 1993 roku.
24 lutego 2004 Prezydent George W. Bush wezwał do uchwalenia poprawki do konstytucji USA zakazującej małżeństw par tej samej płci na poziomie federalnym. Senat odrzucił poprawkę w 2004 roku. W podobnej sprawie podczas kolejnych wyborów prezydenckich odbyły się w 11 stanach referenda. Ich wyniki były pozytywne, dlatego też wprowadzono do stanowych konstytucji zakazy zawierania małżeństw homoseksualnych. W większości pozostałych stanów zakaz ten regulował specjalny akt o definicji małżeństwa tzw. DOMA.
26 czerwca 2015 Sąd Najwyższy stosunkiem głosów 5:4 zalegalizował małżeństwa osób tej samej płci.
Spis powszechny z 2000 roku pokazał, że w kraju tym jest co najmniej 600 000 par homoseksualnych, niemal po równo płcią. Stanowią one dokładnie 1% wszystkich par żyjących w Stanach Zjednoczonych. Pary te wychowują wspólnie ok. 420 000 dzieci (co trzecia para lesbijska i co czwarta para gejowska; dla porównania co druga para heteroseksualna).

## Sytuacja prawna osóbLGBTw poszczególnych stanach i terytoriach zależnych USA
| Stan                | Legalizacja kontaktów homoseksualnych | Zakaz dyskryminacji | Konkubinaty | Związki partnerskie       | Małżeństwa homoseksualne | Prawo adopcji | Komentarze |
| ------------------- | ------------------------------------- | ------------------- | ----------- | ------------------------- | ------------------------ | ------------- | --- |
| Federalnie          | 2003                                  | 1998                | -           | -                         | 2015                     | -             | małżeństwa osób tej samej płci zalegalizowano 26 czerwca 2015                                                          |
| Alabama             | 2003                                  | TAK                 | -           | -                         | 2015                     | TAK           | |
| Alaska              | 1980                                  | 2002                | Tak         | -                         | 2014                     | TAK           | |
| Arizona             | 2001                                  | 2003 i 1992*        | 2003        | -                         | 2015                     | 1             | |
| Arkansas            | 2002                                  | TAK                 | zakazane    | zakazane                  | 2015                     | 1             | |
| Kalifornia          | 1976                                  | 1992                | 1999        | 2000/2005                 | 2004-2004,2008-2008      | TAK           | |
| Kolorado            | 1972                                  | 2002 i 1977*        | 1999*       | -                         | 2014                     | 1             | |
| Connecticut         | 1971                                  | 1991                | 2000        | 2005                      | 2008                     | TAK           | |
| Delaware            | 1973                                  | 2001 i 2000*        | TAK         | -                         | 2013                     | TAK           | |
| Floryda             | 2003                                  | 1991 i 1990*        | 1999*       | -                         | 2015                     | TAK           | |
| Georgia             | 1998                                  | 1992*               | 1993*       | -                         | 2015                     | 1             | |
| Hawaje              | 1973                                  | 1991                | 1997        | 1997                      | 2013                     | TAK           | |
| Idaho               | 2003                                  | 1994*               | TAK*        | -                         | 2014                     | 1             | |
| Illinois            | 1962                                  | 2005                | 2004        | -                         | 2014                     | TAK           | |
| Indiana             | 1977                                  | 2001 i 1993*        | TAK*        | -                         | 2014                     | TAK           | |
| Iowa                | 1978                                  | 2000 i 1977*        | 2003        | -                         | 2009                     | TAK           | |
| Kansas              | 2003                                  | 1995*               | TAK*        | -                         | 2014                     | 1             | |
| Kentucky            | 1992                                  | 2003 i 1999*        | TAK*        | -                         | 2015                     | 1             | |
| Luizjana            | 2003                                  | 2004 i 1991*        | TAK*        | -                         | 2015                     | TAK           | |
| Maine               | 1976                                  | 2005                | TAK         | 2004                      | 2009                     | 1             | |
| Maryland            | 1998                                  | 2001                | TAK         | (2005)¹                   | 2012                     | TAK           | ¹Ustawa zawetowana przez stanowego gubernatora                                                                         |
| Massachusetts       | 2002                                  | 1989                | 1992        | -                         | 2004                     | 1993          | |
| Michigan            | 2003                                  | 2003 i 1978*        | 1991        | -                         | 2015                     | TAK           | |
| Minnesota           | 2001                                  | 1993                | TAK         | -                         | 2013                     | TAK           | |
| Missisipi           | 2003                                  | 2015                | -           | -                         | 2015                     | 1             | |
| Missouri            | 2003                                  | 1992*               | 1997*       | -                         | 2015                     | 1             | |
| Montana             | 1997                                  | 2000                | TAK*        | -                         | 2014                     | 1             | |
| Nebraska            | 1978                                  | 2015                | -           |                           | 2015                     | 1             | |
| Nevada              | 1993                                  | 1999                | TAK         | -                         | 2014                     | TAK           | |
| New Hampshire       | 1975                                  | 1997                | TAK*        | 2008                      | 2010                     | 1             | |
| New Jersey          | 1979                                  | 1992                | TAK         | 2006                      | 2013                     | 1997          | |
| New Mexico          | 1975                                  | 2003                | 2003        | -                         | ?                        | TAK           | |
| Nowy Jork           | 2000                                  | 2002                | 1995        | 2003                      | 2011                     | TAK           | |
| Karolina Północna   | 2003                                  | 1975*               | 1994*       | -                         | 2014                     | 1             | |
| Dakota Północna     | 1975                                  | 2015                | -           | -                         | 2015                     | 1             | |
| Ohio                | 1974                                  | 1999 i 1979*        | -           | Toledo, Cleveland Heights | 2015                     | 1             | |
| Oklahoma            | 2003                                  | TAK*                | zakazane    | zakazane                  | 2014                     | 1             | |
| Oregon              | 1972                                  | 1998                | 1995        | 2008                      | 2014                     | TAK           | |
| Pensylwania         | 1995                                  | 2002 i 1982*        | TAK         | -                         | 2014                     | TAK           | |
| Rhode Island        | 1998                                  | 1995                | 2001        | -                         | 2013                     | TAK           | |
| Karolina Południowa | 2003                                  | 1993*               | TAK         | -                         | 2014                     | 1             | |
| Dakota Południowa   | 1977                                  | 1979*               | TAK         | -                         | 2015                     | 1             | |
| Tennessee           | 1996                                  | TAK                 | -           | -                         | 2015                     | TAK           | |
| Teksas              | 2003                                  | 1975*               | TAK         | -                         | 2015                     | TAK           | |
| Utah                | 2003                                  | 1992                | TAK         | -                         | 2014                     | 1             | |
| Vermont             | 1977                                  | 1992                | 1994        | 2000                      | 2009                     | 1993          | |
| Virginia            | 2003                                  | 1995*               | TAK         | -                         | 2014                     | 1             | |
| Waszyngton          | 1976                                  | 1993 i 1976*        | 2001        | 2007                      | 2012                     | TAK           | |
| West Virginia       | 1976                                  | 1993*               | TAK*        | -                         | 2014                     | 1             | |
| Wisconsin           | 1983                                  | 1982                | 1988*       | -                         | 2014                     | 1             | |
| Wyoming             | 1977                                  | TAK                 | -           | -                         | 2014                     | 1             | |
| Dystrykt Kolumbia   | 1993                                  | 1973                | 1992        | 2002                      | 2015                     | TAK           | |
| Samoa Amerykańskie  | 1979                                  | -                   | -           | -                         | 2015                     | -             | |
| Guam                | 1976                                  | 2015                | -           | -                         | 2015                     | TAK           | |
| Mariany Północne    | 1983                                  | -                   | -           | -                         | 2015                     | -             | |
| Portoryko           | 2003                                  | -                   | (2003)      | -                         | 2015                     | 1             | W 2003(?) pary homoseksualne zostały włączone do korzystania z rządowych programów o przeciwdziałaniu przemocy domowej |
| Wyspy Dziewicze     | 1984                                  | 2015                | -           | -                         | 2015                     | -             | |

2003 – karalność aktywności homoseksualnej unieważniona przez sądy, ale prawo jeszcze nie zostało zmienione / tylko pewien zakaz dyskryminacji (dot. miejsca pracy, ale tylko pracowników publicznych lub w edukacji i szkoleniach – tak jak federalnie).

2003 – seks homoseksualny zalegalizowany / ogólny zakaz dyskryminacji w wielu dziedzinach.
* – tylko w niektórych częściach stanu (np. miasta lub okręgi), ale nie w całym stanie.
1 – każda osoba indywidualnie bez względu na orientację seksualną może adoptować dziecko

## Życie osóbLGBTw kraju

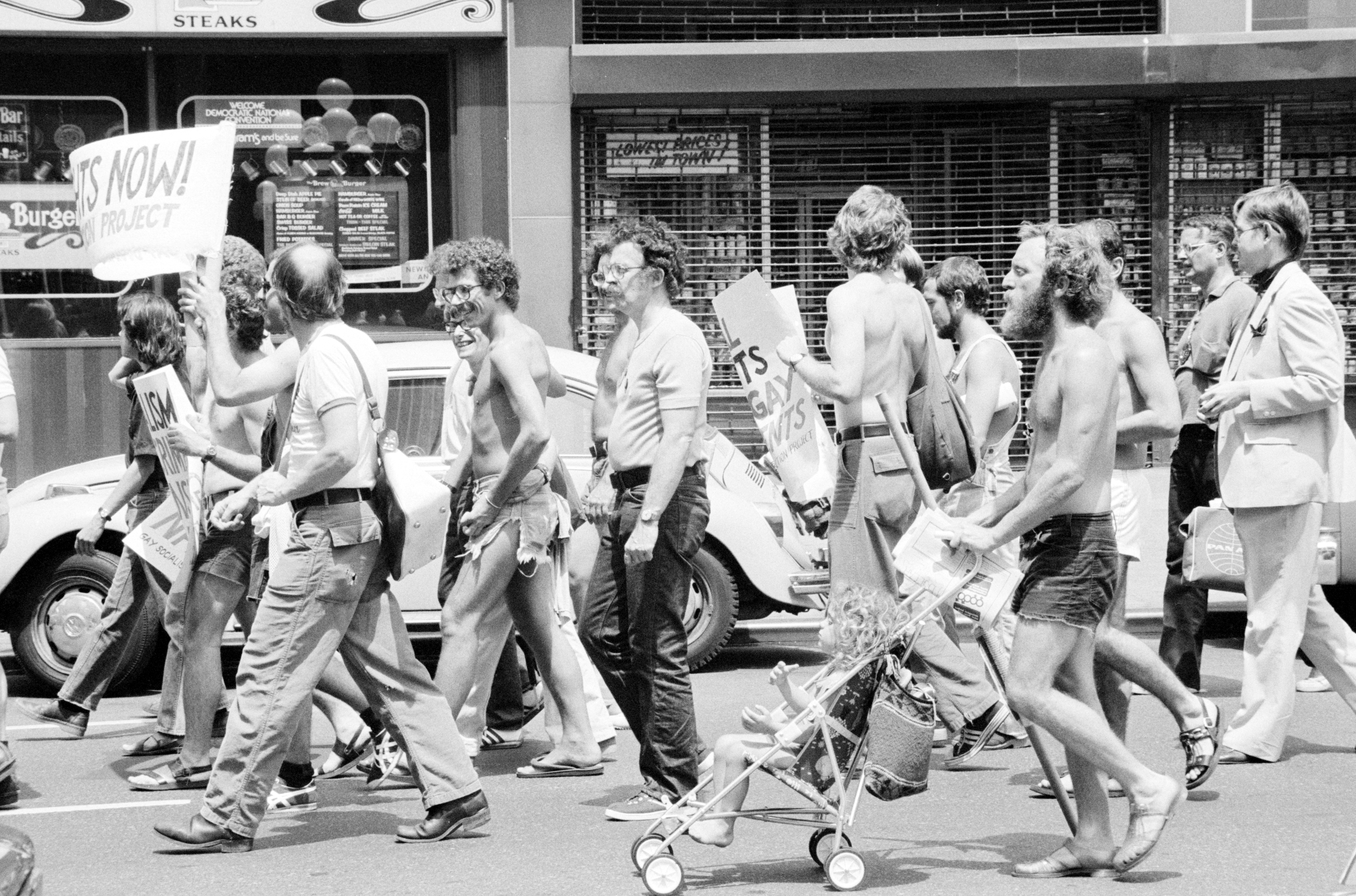
Gejowska demonstracja w Nowym Jorku w 1976 roku

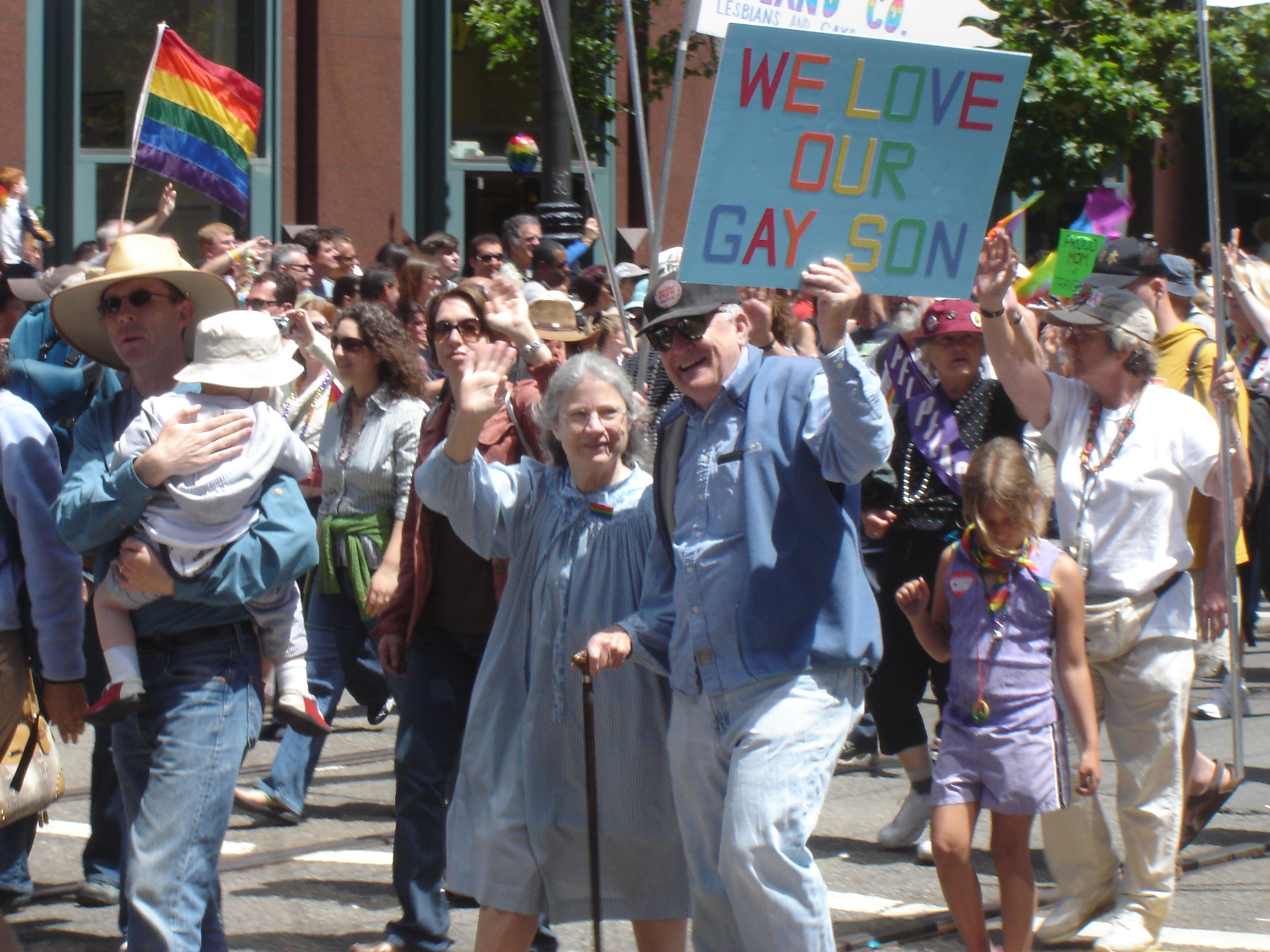
Parada LGBT w San Francisco

Tolerancja wobec gejów i lesbijek rozwija się z każdym rokiem. Podobnie jak na całym świecie, głównie wśród młodych, lepiej wykształconych i mieszkańców większych miast. W 2007 roku 57% Amerykanów uważało, że homoseksualizm należy akceptować.
Badanie opinii publicznej w 2007 roku pokazało, że 28% Amerykanów popiera legalizację małżeństw homoseksualnych, a kolejne 32%, zamiast małżeństw – związki partnerskie. 35% z nich jest przeciwna jakiemukolwiek prawnemu uznawaniu związków homoseksualnych.
W badaniu opinii publicznej z sierpnia 2007 roku 68% Amerykanów stwierdziło, że geje i lesbijki powinni mieć możliwość służby w wojsku bez ukrywania swojej orientacji seksualnej. Przeciwnego zdania było 23% obywateli USA. Dodatkowo, 34% ankietowanych przyznało, iż prawdopodobieństwo że w przyszłych wyborach prezydenckich wybiorą danego kandydata byłoby mniejsze, jeśli ten chciałby wprowadzić małżeństwa homoseksualne i możliwość służby w wojsku dla osób homoseksualnych bez ukrywania ich orientacji seksualnej. Dla pozostałych 12% ankietowanych prawdopodobieństwo to byłoby większe, a dla 51% plany kandydata w tej sprawie nie miałyby znaczenia przy wyborze.
Jak podają statystyki FBI w USA w 2004 roku 15,6% zgłoszonych ataków nienawiści było motywowanych odmienną orientacją seksualną ofiar. W większości ofiarami tych ataków byli geje. W 2009 roku odmienną orientacją seksualną ofiar motywowanych było 18,5% ataków tego rodzaju. Każdego roku kilkadziesiąt osób LGBT jest mordowana w kraju z pobudek homofobicznych (patrz więcej: Matthew Shepard).
W całych Stanach funkcjonują setki lokali gejowskich, zwłaszcza w San Francisco, Nowym Jorku, Chicago czy Los Angeles. Mniejsze sceny istnieją w każdym większym mieście. Ponadto działają tu niezliczone organizacje zajmujące się obroną praw mniejszości seksualnych, wydawane są publikacje i organizowane parady gejowskie. Największe z nich odbywają się w Waszyngtonie i San Francisco, gromadząc corocznie przeszło milion osób. W kraju działają dwa kanały telewizyjne o tematyce LGBT.
Szereg kościołów protestanckich udziela związkom homoseksualnym błogosławieństw, niektóre także udzielają ślubów, między innymi kościół anglikański, Zjednoczony Kościół Chrystusa (który jako pierwszy poparł oficjalnie małżeństwa homoseksualne zalegalizowane przez Kanadę), a także inne. W marcu 2011 przeprowadzone przez firmę Gary Langer Research Associated (na zlecenie ABC News i The Washington Post) badania opinii publicznej wykazały po raz pierwszy, że większość obywateli tego kraju popiera małżeństwa homoseksualne.